# 中華電視公司戲劇節目列表
以下列出中華電視公司（簡稱：華視）歷年曾播過的戲劇節目，依照年份順序分類。
華視開台大戲為1971年播出的《大將軍郭子儀》，而第一部偶像劇為2000年播出的《麻辣鮮師》。

## 年份

### 1970年
- 1971年，華視開台，收錄1971年~1979年曾播過的戲劇。

### 1980年
- 收錄1980年~1989年曾播過的戲劇。

### 1990年
- 收錄1990年~1999年曾播過的戲劇。

### 2000年
- 收錄2000年~2009年曾播過的戲劇。

### 2010年
- 收錄2010年~2019年曾播過的戲劇。

### 2020年
- 收錄2020年~2029年曾播過的戲劇。